# Everyoned
Everyoned ist eine US-amerikanische Emo-Band aus Chicago, Illinois.

## Bandgeschichte
Everyoned ist eine Superband von Indie- und Emo-Musikern aus dem Raum Chicago und besteht aus Chris Connelly von Revolting Cocks und Pigface, Tim Kinsella von Joan of Arc und Make Believe, Ben Vida von Town & Country und Bird Show, Brent Gutzeit von TV Pow und Liz Payne von Town & Country und Pillow. Die Gruppe veröffentlichte 2004 einen Longplayer gleichen Namens. Die Kollaboration war seit Jahren geplant, jeder wollte schon immer mit jedem anderen zusammenarbeiten – daher der Name der Band – und hatte seit Jahren darüber gesprochen. Im Frühling 2002 begann das Songwriting für Everyoned, allerdings geriet ihre Herangehensweise ungewöhnlich. Anstatt zunächst ein Musikstück fertig zu komponieren und es in mehreren Takes zu dekonstruieren, arbeitete Everyoned andersherum und schrieb zunächst nicht mehr als zwei Drittel eines Liedes, um den nötigen Raum für jazzige Improvisationen zu lassen, die den Song schließlich definieren sollten. Das Ergebnis sind feine Gitarrenharmonien, schwebende Basslinien und massierte Keyboardtöne, verwoben mit vibrierendem Gesang und unterlegt nur mit dem einfachsten Schlagzeug.

## Diskografie
Album
- 2004: Everyoned (Brilliante Records)